# BOLERO (專輯)
《BOLERO》，是日本樂團Mr.Children的第6張專輯。1997年3月5日發行。

## 簡介
前作《深海》約8個月之後發行。收錄了《Tomorrow never knows》、《everybody goes -向沒有秩序的現代Drop Kick-》、《【es】 ～Theme of es～》、《See-Saw Game ～勇敢的戀曲～》和《Everything (It's you)》五首銷量均超過百萬的大熱單曲，這五首單曲的總銷量高達860萬張。其中《Everything (It's you)》是專輯的先行單曲；《Tomorrow never knows》則重新編曲收錄。
「BOLERO」即法國作曲家莫里斯·拉威爾最後的一部舞曲作品《波麗露》。封面是在一片盛開的向日葵花田上，一名異國少女在當中打著鼓。
專輯發售的時候樂團已經決定將暫停活動。
專輯的風格比《深海》明亮，但依然保持著強烈的批判性。以一首低音號的序曲作為開篇，專輯歌中既有對社會虛偽不滿想乘坐時光機逃離的《乘坐時光機》，又有嘲諷在美國保護傘下聲色犬馬、虛榮的日本的《告訴傘下的你》……最後以Mr.Children的傳世勵志名曲《Tomorrow never knows》收篇。
專輯首週的銷量已達173.4萬張，是Mr.Children初動銷量最高的專輯。總銷量高達328.3萬張，是Mr.Children銷量第二高的專輯，僅次於《Atomic Heart》，高踞日本歷代專輯銷量第14位。1997年度日本專輯銷量的第2位，僅次於GLAY的精選輯《REVIEW-BEST OF GLAY》。Mr.Children也成為日本史上首位兩張銷量取得超過300萬的音樂人（之後globe、B'z和宇多田光也先後達成）。

## 收錄曲目
1. prologue
2. Everything (It's you)
3. 乘坐時光機（タイムマシーンに乗って）
4. Brandnew my lover
5. 【es】 ～Theme of es～
6. See-Saw Game ～勇敢的戀曲～（シーソーゲーム 〜勇敢な恋の歌〜）
7. 告訴傘下的你（傘の下の君に告ぐ）
8. ALIVE
9. 幸福的類別（幸せのカテゴリー）
10. everybody goes -向沒有秩序的現代Drop Kick-（everybody goes -秩序のない現代にドロップキック-）
11. BOLERO（ボレロ）
12. Tomorrow never knows (remix)

## 外部連結
- 唱片介紹（页面存档备份，存于） Mr.Children官方網站